# Unión Federal de Nacionalidades Europeas
La Unión Federal de Nacionalidades Europeas (FUEN) es una Organización No Gubernamental (ONG) internacional, establecida en 1949 junto con la formación del Consejo de Europa. Tiene su sede en Flensburgo, Alemania.

## Historia
Su predecesor fue el Congreso Europeo de Naciones de antes de la guerra (en alemán: Europäischer Nationalitätenkongress) fundado por Ewald Ammende.
FUEN se organizó para dar expresión a las culturas e idiomas europeos que no poseen forma como Estado-Nación. Uno de cada siete europeos son miembros de estas minorías, las cuales hablan 53 idiomas en Europa. 
A partir de 2019, hay 103 organizaciones miembros que representan a minorías étnicas, lingüísticas y nacionales en Europa. 

## Actividad
FUEN ha sido fundamental para alentar al Consejo de Europa a adoptar la Carta Europea de las Lenguas Regionales o Minoritarias y el Convenio Marco para la Protección de las Minorías Nacionales. 
Publica la revista bimensual Europa ethnica y organiza el torneo de fútbol de la Europeada.